# Gargara indica
Gargara indica är en insektsart som beskrevs av Bierman. Gargara indica ingår i släktet Gargara och familjen hornstritar. Inga underarter finns listade i Catalogue of Life.